# Total (группа)
«Total» — российская поп-рок-группа, образованная в 1999 году. С 2021 года группа известна под названием «Total & Cherkunova».

## История
В первоначальный состав группы вошли Марина Черкунова — вокал, Геннадий Гаев — гитара, Анатолий Караваев — бас-гитара, Евгений Никулин — ударные и Анна Корнилова — диджей. Двоюродный брат Черкуновой — продюсер и композитор Максим Фадеев. Известные песни — «Бьёт по глазам», «Уходим на закат», «Неважно», «Камасутра», «Не гони», «Шива», «Попала». Группа выступала на фестивалях «Нашествие», «Максидром», МегаХаус, немецкий «Popkomm», на «разогреве» российского концерта Мэрилина Мэнсона.
Первый сольный концерт Total состоялся в московском клубе «16 тонн».
В конце 2002 года группу покинула диджей Анна Корнилова.
В 2006 году вышел альбом «Total: 2 [Мой мир]». В 2013 году вышел третий альбом «Резус-фактор».
17 сентября 2021 года в «Чартовой дюжине» «Нашего радио» стартовал дуэтный сингл «По улицам Питера» групп «Жгучие» и Total/Cherkunova, а через несколько дней состоялся релиз видеоклипа на эту композицию.

## Состав
- Вокал — Марина Черкунова
- Гитара, акустическая гитара — Илья Андрус
- DJ — Константин Микрюков (DJ CHELL)
- Ударные — Станислав Аксенов
- Бас-гитара — Александр Гаврилов
- Директор группы — Анастасия Черкунова

Марина Владимировна Черкунова — вокалистка группы «Total». Родилась 27 февраля 1970 года в городе Кургане. В 1978 году её семья переехала в Краснодарский край, родители работали в пионерском лагере «Орлёнок». В 1989 году окончила Курганское музыкальное училище и была направлена в Свердловскую консерваторию по классу вокала, но отказалась. В том же году родила дочь Анастасию, которая в настоящий момент является директором группы «Total». С 1989 по 1993 год она выступала в Кургане с различными хоровыми коллективами. В 2000 году совместно с Фадеевым организовала группу «Total».

## Дискография

### Альбомы
- 2001 — Total: 1, переиздание Total: 1+ (2002)
- 2006 — Total: 2 [Мой мир]

| 2007 — TOTAL: 2+ [live] |
| --- |
| 1. In 2. Мой мир 3. Попала 4. Сердце в руке 5. Камасутра 6. Шива 7. Круто (пикуют страсти) 8. Небесные тела 9. Искры 10. Просто жить 11. Бьёт по глазам 12. Зима 13. Уходим на закат 14. Там за облаками 15. Пою 16. OUT 17. Неважно |

| 2013 — Резус фактор |
| --- |
| 1. Время назад (4:16) 2. Больно не будет (5:44) 3. Море (3:38) 4. Вот и всё! (3:47) 5. Расплетается коса (3:55) 6. Здравствуй, мой день (4:11) 7. Беги за мной (3:53) 8. Не боюсь… (5:41) 9. Задыхаюсь (4:20) 10. Бесконечно (4:47) 11. Господу видней (3:32) |

### Синглы
- 2010 — «Море»
- 2011 — «Здравствуй мой день»
- 2014 — «Девочка-понт»
- 2015 — «Политика против» /Total feat. Константин Легостаев/
- 2018 — «Отвернись» [Demo]
- 2018 — «In Out»
- 2018 — «Папочка папа»
- 2019 — «Сконтачимся на небе» /from official soundtrack к фильму «Потерянный остров»/
- 2020 — «Бойцы»
- 2020 — «Катана»
- 2021 — Жгучие feat. Total/Cherkunova — «По улицам Питера» /также есть видеоклип/
- 2021 — «Виниловые диски»
- 2022 — «Крылья»
- 2024 — «Любить»
- 2024 — «Значит»
- 2025 — «Индиго синим»